# Divisione Garibaldi "Cichero"
La Divisione Garibaldi "Cichero" è stata una formazione partigiana garibaldina che ha combattuto sulle alture di Genova durante la Resistenza.
La Divisione Cichero agiva nel settore a levante della Camionale, oggi Autostrada A7, sull'Appennino ligure-piemontese.
In essa hanno operato molte delle personalità di spicco della resistenza genovese. La formazione fu nota per il rigore morale che sempre la caratterizzò. I suoi componenti erano uniti da legami personali, ma soprattutto etici e di libertà. Il diverso pensiero e posizione politica confluivano verso l'unico scopo comune di liberazione dalla dittatura e dall'occupazione nazi-fascista. Si contraddistinse, proprio per il suo codice di comportamento, per l'ottimo rapporto con la popolazione delle valli ove si trovò a combattere.

## Le origini
Il primo nucleo da cui la formazione ebbe origine si radunò dal settembre 1943 nella zona di Favale, nell'entroterra chiavarese: si trattava di una decina di uomini in tutto. 
Il gruppo iniziale, ispirato allo spirito di fraternità e a quello che diverrà noto come codice Cichero, un codice morale, etico e di comportamento, era formato da persone di diversa estrazione, cultura e pensiero (cattolici, comunisti, liberali di sinistra): Aldo Gastaldi (Bisagno), Giovanni Serbandini (Bini), Giovanni Battista Canepa (Marzo), Severino Bianchini (Dente), Umberto Lazagna (Canevari), Franco Antolini (Furlini), Giovanni Bianchi (Cilletto), Emilio Roncagliolo (Lesta), Cesare Passano (Formaggetta), Renato Dersaglio, Giovanni Vignale, Augusto Sanguineti e tre siciliani sbandati, conosciuti come Severino, Michele e Razza.
La storiografia fa risalire già a questo periodo embrionale la stesura di Sutta a chi tucca, raro esempio di canto partigiano in dialetto genovese, sull'aria di un inno rivoluzionario sovietico. Già dal novembre, si rese necessario uno spostamento verso Cichero, alle pendici del Monte Ramaceto, perché il gruppo, in rapido aumento numerico, era diventato troppo vistoso.
Vengono intanto stretti rapporti col gruppo del Monte Antola, in seguito noto come Distaccamento La Scintilla. Questo gruppo confluì a Cichero nel marzo 1944, rendendo necessaria una riorganizzazione della banda, divenuta ormai di dimensioni considerevoli.
Il gruppo viene suddiviso in tre distaccamenti: uno, denominato in seguito Severino, resterà a Cichero, uno, denominato in un primo momento Lupo e successivamente Peter si sposterà a Pannesi, l'altro, denominato Torre, tornerà nella zona dell'Antola, inglobando gli uomini della disciolta Banda dello Slavo.

## Da Banda a Brigata
Il continuo incremento di uomini e di prestigio, portarono la Banda Cichero a raggiungere presto le dimensioni di una Brigata. Il riconoscimento ufficiale arrivò il 20 giugno 1944, con la nascita della 3ª Brigata Garibaldi "Liguria".
Il fenomeno di quella che verrà poi definita VI Zona Operativa è in controtendenza con i continui problemi delle formazioni della III Zona. Ai tre distaccamenti iniziali, si uniscono altri due gruppi, uno attivo nel tortonese, il Battaglione Casalini, e l'altro nel pavesino, oltre ad un buon numero di contadini militarizzati.

## Da Brigata a Divisione
La crescita esponenziale continua, e già nel mese di agosto si rende necessaria una nuova ristrutturazione, che porta alla nascita della 3ª Divisione Garibaldi "Cichero".
L'organizzazione interna poggia sulla 3ª Brigata Garibaldi "Jori" (fra i membri Ezio Lucarno, medaglia d'oro al valor militare, e il giovanissimo Marcello Paglia, Joan), sorta su quella del Distaccamento Torre ed attiva nella zona dell'Antola e dell'Alta val Trebbia; la 57ª Brigata Garibaldi, che in seguito prenderà il nome di Berto agiva invece in Val d'Aveto; nelle valli Borbera e Curone si stava invece organizzando la 58ª Brigata Garibaldi, nata dalla fusione del Peter e del Casalini, ed in seguito nota come Brigata Oreste. Quest'ultima formazione, nell'autunno successivo, fu scissa per formare la Brigata Arzani. Da segnalare, nel mese di novembre, l'ingresso nella Cichero della quasi totalità degli alpini del Battaglione Vestone della "Monterosa".
La Divisione si dota anche di una Sezione Stampa, che cura la redazione de Il Partigiano, giornale ufficiale della Cichero ed in seguito di tutta la VI Zona Operativa. Saranno 15 le uscite dall'agosto 1944 alla Liberazione.

## Il "Codice Cichero"
Bisagno e Bini e il gruppo iniziale stabilirono le severe regole di comportamento che caratterizzarono sempre le formazioni partigiane da loro dirette, fino al successo del 25 aprile 1945. 
Nella memoria dei partigiani, e delle popolazioni che li accolsero e li protessero, queste regole vennero tramandate come il codice di Cichero: 
- in attività e nelle operazioni si eseguono gli ordini dei comandanti, ci sarà poi sempre un'assemblea per discuterne la condotta;
- il capo viene eletto dai compagni, è il primo nelle azioni più pericolose, l'ultimo nel ricevere il cibo e il vestiario, gli spetta il turno di guardia più faticoso;
- alla popolazione contadina si chiede, non si prende, e possibilmente si paga o si ricambia quel che si riceve;
- non si importunano le donne;
- non si bestemmia[1][5].

## Altre formazioni della VI Zona
In stretto contatto con la Cichero, agivano anche altre formazioni garibaldine, direttamente dipendenti dal Comando Zona.
La 59ª Brigata Garibaldi di manovra "Caio" (dal soprannome del partigiano Ferdinando Guerci), formazione nata dall'evoluzione della Banda dell'Istriano. Questa formazione , originaria del versante parmense, si era spostata dalla Val Nure alla Val d'Aveto in seguito a dissapori con la Banda del Montenegrino (Brigata Garibaldi "Stella Rossa"). Nel febbraio 1945 fece per un breve periodo ritorno nelle zone d'origine, nel tentativo di riorganizzarle in seguito ad un pesante rastrellamento.
La Brigata Coduri era invece nata dalla Banda Virgola, gruppo di ribelli radunatisi dal settembre 1943 nella zona del Monte Capenardo. La formazione, nonostante la lontananza geografica, strinse fin dall'inizio rapporti con la Cichero, nella quale entrò ufficialmente a fine settembre '44. Nonostante la buona collaborazione, non mancarono incomprensioni, derivate dal fatto che la Coduri, formazione peraltro di matrice marcatamente comunista, tendeva ad operare molto vicino ai centri abitati. Nell'aprile 1945 la Coduri ottenne il rango di Brigata di Manovra e, a Liberazione avvenuta, addirittura quello di Divisione.
Nella zona agiva la Brigata GL-Matteotti, accusata di scarso livello morale e militare e disarmata per ben due volte dagli uomini di Bisagno, nell'estate '44.
Inoltre esistevano anche due Battaglioni Matteotti-Valbisagno, sorti a partire dal settembre 1944 dalla fusione tra la Banda Zorro, una decina di uomini dislocati da qualche mese presso il fiume Lavagnola, ed altri elementi socialisti della zona inquadrati nelle altre formazioni.

## Le Brigate Volanti
Dopo il rastrellamento del settembre 1944, venne presa la decisione di dislocare due formazioni agili e ben armate all'interno dello schieramento nemico, portando la guerriglia nelle valli cittadine.
La prima a raggiungere la posizione stabilita dai Comandi fu la Brigata Volante Severino, dall'ottobre '44 attiva in Valbisagno. Inizialmente la Brigata era formata da una dozzina di uomini scelti, provenienti dall'omonimo distaccamento della Brigata Berto. Alla vigilia della Liberazione la formazione contava su quasi un centinaio di uomini, suddivisi in 3 distaccamenti, più altrettanti sappisti ausiliari.
La Brigata Volante Balilla invece raggiunse la Valpolcevera nel novembre '44, con una ventina di uomini scelti. Si trattava di quasi tutti ex gappisti di Bolzaneto, tra cui il leader carismatico Angelo Scala, inquadrati prima nel Distaccamento Musso prima della 57ª Brigata, poi denominato Distaccamento Balilla ed in seguito passato alla Brigata Jori. La base operativa era situata sul Monte Sella. La formazione arrivò alla Liberazione con una cinquantina di effettivi, suddivisi in tre distaccamenti, più circa 160 sappisti ausiliari.

## La scissione
Le dimensioni della Divisione Cichero erano continuate a crescere, così come la fama di Bisagno. Forse anche per limitare l'influenza di quest'ultimo, nel marzo 1945 venne decisa una scissione.
La derivante fu la Divisione Pinan - Cichero, formazione a tutti gli effetti indipendente dalla formazione madre, della quale però, già nel nome, veniva riconosciuta la comune matrice. La nuova Divisione operava nei territori già controllati dalle brigate Oreste ed Arzani, cui veniva affiancata anche la Brigata Po-Argo.

## L'organigramma alla vigilia della Liberazione

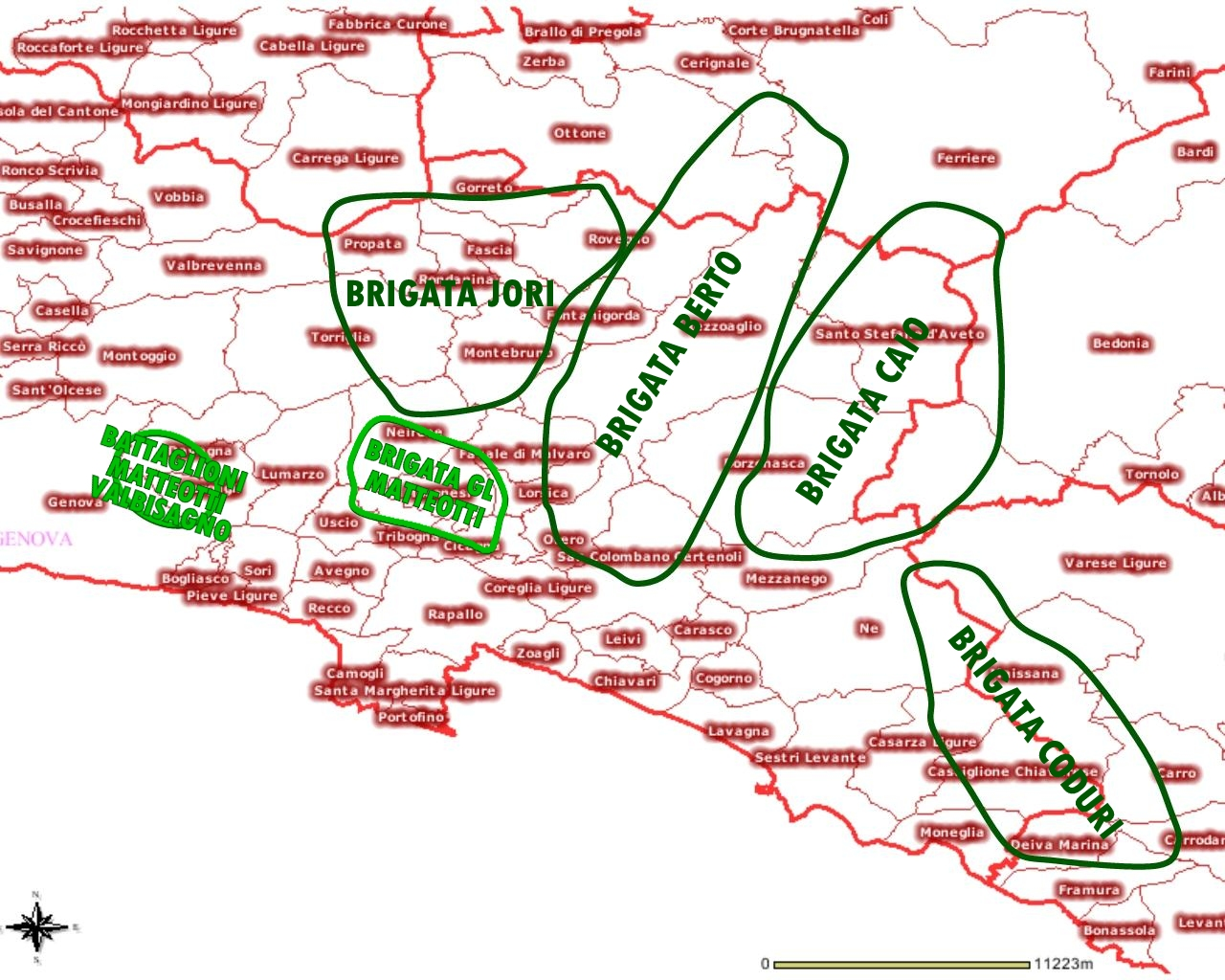
La Divisione Cichero nell'aprile 1945

Dopo la scissione della Pinan-Cichero, la Divisione Cichero rimase organizzata su due brigate, alle quali si andavano ad aggiungere le due brigate volanti e le due brigate di manovra direttamente dipendenti dal comando zona.
- Comando
- Brigata Jori (Distaccamenti Bellucci, Cialacche, Guerra, Maffei, Sardegna, Vestone, Guglielmetti, Perreto, Ravera)
- Brigata Berto (Distaccamenti Castagna, Mario, Nino, Forca, Beppe, Fuoco, Cucciolo, Carlo III, Alpino)
- Brigata di Manovra Caio (Distaccamenti Pablo, Ghittoni, Zonta, Guerci, Campanini, Bedin, Amerkanoff, Volante Willy)
- Brigata Coduri (Battaglioni Longhi, Dall'Orco, Zelasco)
- Brigata Volante Severino (3 distaccamenti e 2 distaccamenti SAP)
- Brigata Volante Balilla (3 distaccamenti)

## Documentari
- Bisagno, regia di Marco Gandolfo (2015)